# Bassa de l'Anser
La Bassa de l'Anser és una bassa adossada a l'antic curs del Daró que es localitza al costat de la urbanització Mas Pinell al
terme de Torroella de Montgrí a tocar del termenal amb Pals. La vegetació està constituïda bàsicament per canyissars i bogars, retalls d'albereda i fins i tot restes d'omeda i de tamarigar. La zona destaca especialment per ser un dels pocs indrets de localització de la nimfea blanca (Nymphaea alba) al Baix Empordà, juntament amb la Bassa de la Mota de l'Om.
Pel que fa a la fauna, també cal destacar la presència d'una de les darreres poblacions al Baix Empordà de la tortuga d'estany (Emys orbicularis), que sembla haver estat fortament minvada per l'establiment de Trachemis scripta espècie exòtica, així com —segons citacions antigues— de turó (Mustela putorius) i d'altres espècies força rares a Catalunya. És un espai molt afectat per les pràctiques agrícoles, les quals han reduït l'extensió de la vegetació higròfila i han afectat la qualitat de les aigües i les biocenosis associades. Amb l'actualització de l'inventari de l'any 2006 es va ampliar l'espai amb la inclusió d'una parcel·la al sud on hi ha una bassa artificial que, tot i presentar una qualitat de l'aigua dolenta, 
disposa d'una bona representació de vegetació de ribera.